# Diogo Fernandes de Beja
Diogo Fernandes de Beja (Beja, ? — Chaul, 1551) foi um diplomata e militar ao serviço de Portugal, capitão-mor da frota da Índia. 

## Biografia
Navegador experiente e inovador, fez parte do grupo de colaboradores de Afonso de Albuquerque que se salientou no serviço prestado na Índia durante a primeira metade do século XVI. Depois de ter sido moço da câmara de D. Manuel , 4.º duque de Beja, elevado ao trono em 1495, deslocou-se para o Oriente, onde chegou em 1510. 
Tomou parte na segunda conquista de Goa e depois, em 1511, tornou-se capitão-mor da esquadra que se dirigiu para o cabo Guarda-fui. Em 1513, juntou-se a Afonso de Albuquerque na viagem ao mar Vermelho e, em 1515, participou na conquista de Ormuz. Regressou à Índia em 1519, tornando-se capitão da fortaleza a construir em Diu. Morreu em combate, durante uma batalha naval ao largo de Chaul.

De acordo com a vontade que Diogo Fernandes de Beja expressara em vida, a sua viúva, Isabel Borges, fez construir, em Beja, a ermida de Santa Catarina, invocação por ele escolhida, em homenagem à tomada de Goa, ocorrida no dia desta mártir, padroeira dos marítimos. Falecida em 5 de Setembro de 1551, Isabel Borges ficou sepultada na cripta da dita ermida, que serviu de panteão aos Fernandes de Beja. Uma inscrição em caracteres gótico assinalava tal fundação: 
"ESTA IGREJA DA BENAVENTURADA SANTA CATHERINA / MANDOU FAZER DIOGO FRS. QUE MORREU NA INDIA EM / CHAUL CAPITÃO MOOR DA FROTA TODA QUE TRAZIA DIOGUO LOPEZ DE SIQUEIRA CAPITÃO-MOOR DA INDIA O QUE FOI / ELLEGIDO POR TODOS QUE NAQUELLE TEMPO / ERÃO NA INDIA E MORREU EM CHAUL PLEIANDO COM A / ARMADA DE MILACUZA DE HUA BOMBARDA QUAL / IGREJA FEZ A VIRTUOSA ISABEL BORGES SUA MOLHER E LEI/XARAM PERA SEMPRE HUA MISSA".
No local da ermida de Santa Catarina construiu-se, ao redor de 1734, a igreja da Venerável Ordem Terceira de Nossa Senhora do Monte do Carmo.

## Homenagens
A cidade de Beja prestou-lhe homenagem na década de 1940, dando o respectivo nome a uma artéria central, a Praça Diogo Fernandes de Beja, vulgo Jardim do Bacalhau. Colocou-se igualmente uma inscrição em mármore na sala de armas da torre de menagem do castelo, a qual recorda o famoso galeão que comandou, denominado Frol de la mar, navio-almirante da armada portuguesa no oceano Índico.